# Lee Barracks
Die Lee Barracks waren eine Kaserne in Mainz. Sie war benannt nach Captain Robert E. Lee, der als 1st Lieutenant einen besonders mutigen Einsatz am 17. November 1944 geleistet hatte (General Order 11. Oktober 1956), auch wenn häufig davon ausgegangen wurde, dass sie nach dem erfolgreichsten General des konföderierten Heeres Robert Edward Lee benannt war (was politisch im Übrigen völlig inkorrekt gewesen wäre). Auf der Liegenschaft befinden sich heute große Teile des Stadtteils Mainz-Gonsenheim.

## Geschichte
Der Bau der Kaserne wurde nach der Rheinlandbesetzung (1936) 1937/38 im Zuge der Aufrüstung der Wehrmacht in der aufgrund des Friedensvertrags von Versailles zur Sicherheit Frankreichs eingerichteten entmilitarisierten Zone begonnen und nach Hugo von Kathen, dem letzten Militär-Gouverneur der Festung Mainz, benannt. Verantwortlich war die Wehrkreisverwaltung XII in Wiesbaden, die den Prozess zusammen mit Robert Barth dem nationalsozialistischen Oberbürgermeister von Mainz betrieb.
Das 29 Hektar große Gelände gehörte teilweise zur Mombacher Gemarkung, teilweise aber auch zur Gonsenheimer Gemarkung. Mombach war bereits 1907 eingemeindet worden, die damals selbständige Gemeinde Gonsenheim wurde 1937 vor die Wahl gestellt, entweder die Erschließungskosten für die neue Kaserne der Garnison aufzubringen, oder sich eingemeinden zu lassen. „Gonsenheimer Neubauten, nahe an der Stadtgrenze und damit weit vom Ortskern, müssten von Mainz aus mit Strom, Gas und Wasser versorgt werden.“ Am 1. April 1938 wurde das Gelände von der Stadt Mainz zwangsweise eingemeindet.
Die fertiggestellte Kaserne wurde durch das Feldartillerieregiment 72 belegt. Eine Gedenkplatte am Offiziersgebäude erinnert an das Fußartillerie-Regiment „General-Feldzeugmeister“ (Brandenburgisches) Nr. 3. Im Zuge der Luftangriffe auf Mainz wurde das Gelände während des bald darauf folgenden Krieges mehrfach bombardiert.
Am 22. März 1945 war der Krieg für Mainz vorbei, amerikanische Truppen hatten die Stadt unter Kontrolle. Mit dem Stadtkommandanten Louis Théodore Kleinmann übernahm die französische Besatzungsmacht am 9. Juli die Stadt. Noch im selben Monat wurde das Reichsbauamt Mainz von der französischen Administration beauftragt, die Kathen-Kaserne wieder instand zu setzen. Nach der Instandsetzung übernahmen die französischen Militärbehörden das Kasernengelände und benannten es nach dem General Charles Mangin, der nach dem Ersten Weltkrieg Oberkommandierender der französischen Besatzungsarmee am Rhein mit Sitz in Mainz war. Noch heute erinnert der Schriftzug „Caserne Mangin“ am Haupttor an die Namensgebung. Mit der Durchführung der Bauaufgaben für die Besatzungstruppen war Baudirektor Gottfried Lenzen, der Leiter des Militärbauamts Mainz, betraut.
1949 übernahmen US-amerikanische Streitkräfte die Kathen-Kaserne, die daraufhin den Namen „Lee Barracks“ bekam. Amerikanische Soldaten, ihre Familien und ihre Wohnsiedlungen, NCO Club, ballpark, Bowling Alley und das an der Grenze zu Mombach gelegene Panzerwerk prägten für die nächsten Jahrzehnte das Gonsenheimer Ortsbild. Der Große Sand wurde wieder für militärische Übungen genutzt. Mit der Wende in der DDR im Jahr 1989 war die Notwendigkeit für große Einheiten von mechanisierten Kräften in Deutschland nicht mehr gegeben. Die 8. US-Infanteriedivision wurde während der Operation Desert Shield / Desert Storm benötigt und große Teile, unter anderem das Ready First Combat Team, kamen im Nahen Osten zum Einsatz.
Die 8. US-Infanteriedivision wurde am 17. Januar 1992 bei einer feierlichen Zeremonie in Bad Kreuznach inaktiviert, das amerikanische Kontingent zog aus Mainz ab. Das Gelände wurde Konversionsfläche.

## Gegenwart
Auf dem Gelände entstand ein Stadtviertel von Gonsenheim, wobei einige Gebäude der Kasernenanlage renoviert und umgebaut wurden. So wurde ab 1993 das ehemalige Offiziersgebäude in der Gonsenheimer Canisiusstraße 27–31 in ein Studentenwohnheim des Studierendenwerks Mainz mit rund 220 Zimmern umgewandelt. Nachdem das Wohnheimgelände samt Gebäuden an eine Wohnungsbaugesellschaft verkauft worden ist, wurde Mitte 2011 das Studentenwohnheim aufgelöst und geräumt. In den folgenden Jahren entstand in dem Gebäude das Canisius Carree mit modernen Miet- und Eigentumswohnungen. Der für die Wegebeziehungen wichtige Durchgang unter dem Uhrenreiter konnte in seiner Funktion erhalten werden.
Während der ersten Bauphase errichtete eine Projektgemeinschaft mit mehreren Bauträgern – unter ihnen die Wohnbau Mainz – etwa 800 Wohneinheiten, in denen fast 2000 Menschen leben. Es entstanden überwiegend Mehrfamilien- und Reihenhäuser. Ein etwa 2,3 ha großer Stadtteilpark am Willy-Brandt-Platz, dem ehemaligen Exerzierplatz, wurde als grüne Mitte des Wohngebietes angelegt. In den erhaltenen Gebäuden der ehemaligen Kathen-Kaserne entstanden mehr als 200 Wohnungen mit einer Gesamtwohnfläche von über 16.300 m². Die Bundesnetzagentur hat sich im südlichen Abschnitt der Konversionsflächen angesiedelt. Dort fand im Jahr 2000 die erste Versteigerung der UMTS-Lizenzen mit einem Erlös von 50 Milliarden Euro statt.
Die Garnisonsgebäude nördlich der Canisiusstraße prägen aufgrund ihrer äußeren Gestalt den städtebauliche Charakter dieses Gebietes und wurden 1998 als „stadtbildprägend“ unter Schutz gestellt. Das axialsymmetrische Ensemble mit einheitlichen Gebäudehöhen und gleichen Dachneigungen in einer geschwungenen Anordnung entlang der Straße bildet eine erhaltenswerte städtebauliche Einheit.
Die heutigen Namensgeber der Straßen in der ehemaligen Kaserne bilden mit ihrem Verhältnis zum Nationalsozialismus einen starken Kontrast zu deren ehemaligen Benennung nach Kathen: Maria Sibylla Merian, Sophie Grosch (1874–1962), Hans Brantzen (1912–1979), Agnes Karll, Willy Brandt, Michael Forestier (1880–1951) oder dem Bürgermeister Franz Ludwig Alexander, Verhandlungsführer mit Karl Külb zu einer „friedlichen“ Eingemeindung Gonsenheims im Jahr 1928 und letzter Bürgermeister der selbständigen Gemeinde Gonsenheim.